# Massif Zagadochnyj
Massif Zagadochnyj (englische Transkription von russisch Массив Загадочный Massiw Sagadotschny, deutsch ‚Geheimnisvolles Massiv‘) ist ein Massiv im Mac-Robertson-Land. Es ragt in den Goodspeed-Nunatakkern der Prince Charles Mountains auf. Zu diesem Massiv gehören von Westen nach Osten die Nunatakker Gora Krutaja, Gora Central’naja und Gora Bazal’tovaja.
Russische Wissenschaftler benannten es. Der weitere Benennungshintergrund ist nicht hinterlegt.